# Thézac (Lot-et-Garonne)
Pour les articles homonymes, voir Thézac.
Thézac est une commune du Sud-Ouest de la France, située dans le département de Lot-et-Garonne (région Nouvelle-Aquitaine).

## Géographie

### Localisation
Commune située  dans le Quercy blanc, elle est limitrophe avec le département du Lot.

### Communes limitrophes
Thézac est limitrophe de cinq autres communes dont une dans le département du Lot.
Les communes limitrophes sont Montayral, Mauroux, Bourlens, Masquières et Tournon-d'Agenais.
|                   | Montayral | Mauroux (Lot) |
| Bourlens          | Thézac    |               |
| Tournon-d'Agenais |           | Masquières    |

### Géologie et relief
La superficie de la commune est de 1 121 hectares ; son altitude varie de 120  à   257 mètres.

### Hydrographie
La commune est arrosée par la Rivièrette un affluent du Boudouyssou.

### Climat
Pour des articles plus généraux, voir Climat de la Nouvelle-Aquitaine et Climat de Lot-et-Garonne.
Historiquement, la commune est exposée à un climat océanique aquitain.  
En 2020, Météo-France publie une typologie des climats de la France métropolitaine dans laquelle la commune est exposée à un climat océanique altéré et est dans la région climatique Aquitaine, Gascogne, caractérisée par une pluviométrie abondante au printemps, modérée en automne, un faible ensoleillement au printemps, un été chaud (19,5 °C), des vents faibles, des brouillards fréquents en automne et en hiver et des orages fréquents en été (15 à 20 jours).
Pour la période 1971-2000, la température annuelle moyenne est de 13,1 °C, avec une amplitude thermique annuelle de 15,3 °C. Le cumul annuel moyen de précipitations est de 880 mm, avec 10,9 jours de précipitations en janvier et 6,6 jours en juillet. Pour la période 1991-2020, la température moyenne annuelle observée sur la station météorologique la plus proche, située sur la commune d'Anglars-Juillac à 16 km à vol d'oiseau, est de 13,5 °C et le cumul annuel moyen de précipitations est de 822,6 mm,. Pour l'avenir, les paramètres climatiques de la commune estimés pour 2050 selon différents scénarios d’émission de gaz à effet de serre sont consultables sur un site dédié publié par Météo-France en novembre 2022.

## Urbanisme

### Typologie
Au 1er janvier 2024, Thézac est catégorisée commune rurale à habitat très dispersé, selon la nouvelle grille communale de densité à sept niveaux définie par l'Insee en 2022.
Elle est située hors unité urbaine et hors attraction des villes,.

### Occupation des sols

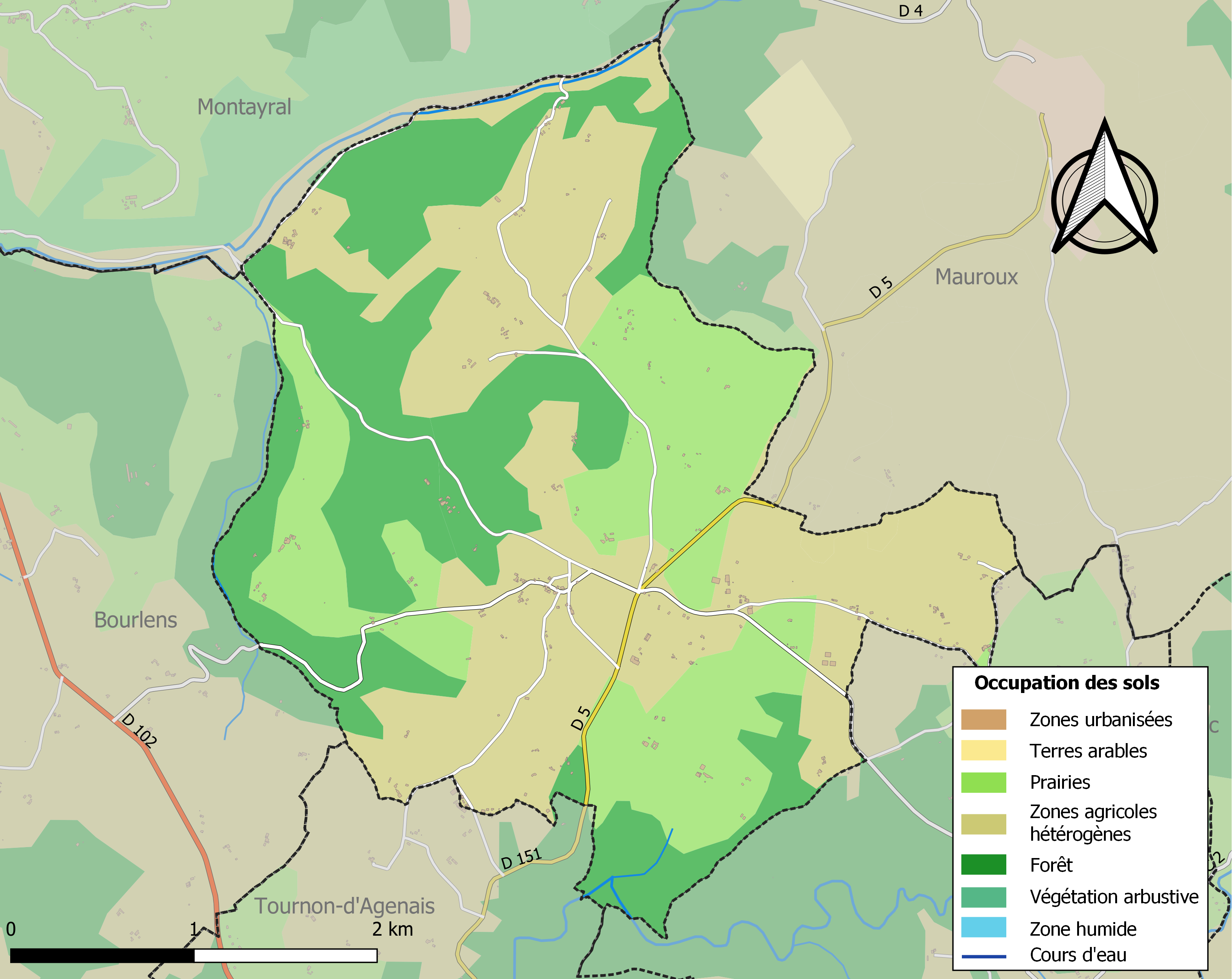
Carte des infrastructures et de l'occupation des sols de la commune en 2018 (CLC).

L'occupation des sols de la commune, telle qu'elle ressort de la base de données européenne d’occupation biophysique des sols Corine Land Cover (CLC), est marquée par l'importance des territoires agricoles (68,8 % en 2018), une proportion sensiblement équivalente à celle de 1990 (68,4 %). La répartition détaillée en 2018 est la suivante : 
zones agricoles hétérogènes (42,3 %), forêts (31,1 %), prairies (26,5 %). L'évolution de l’occupation des sols de la commune et de ses infrastructures peut être observée sur les différentes représentations cartographiques du territoire : la carte de Cassini (XVIIIe siècle), la carte d'état-major (1820-1866) et les cartes ou photos aériennes de l'IGN pour la période actuelle (1950 à aujourd'hui).

### Voies de communication et transports
Accès avec la route départementale D 151.

### Risques majeurs
Le territoire de la commune de Thézac est vulnérable à différents aléas naturels : météorologiques (tempête, orage, neige, grand froid, canicule ou sécheresse), mouvements de terrains et séisme (sismicité très faible). Un site publié par le BRGM permet d'évaluer simplement et rapidement les risques d'un bien localisé soit par son adresse soit par le numéro de sa parcelle.
Les mouvements de terrains susceptibles de se produire sur la commune sont des tassements différentiels.

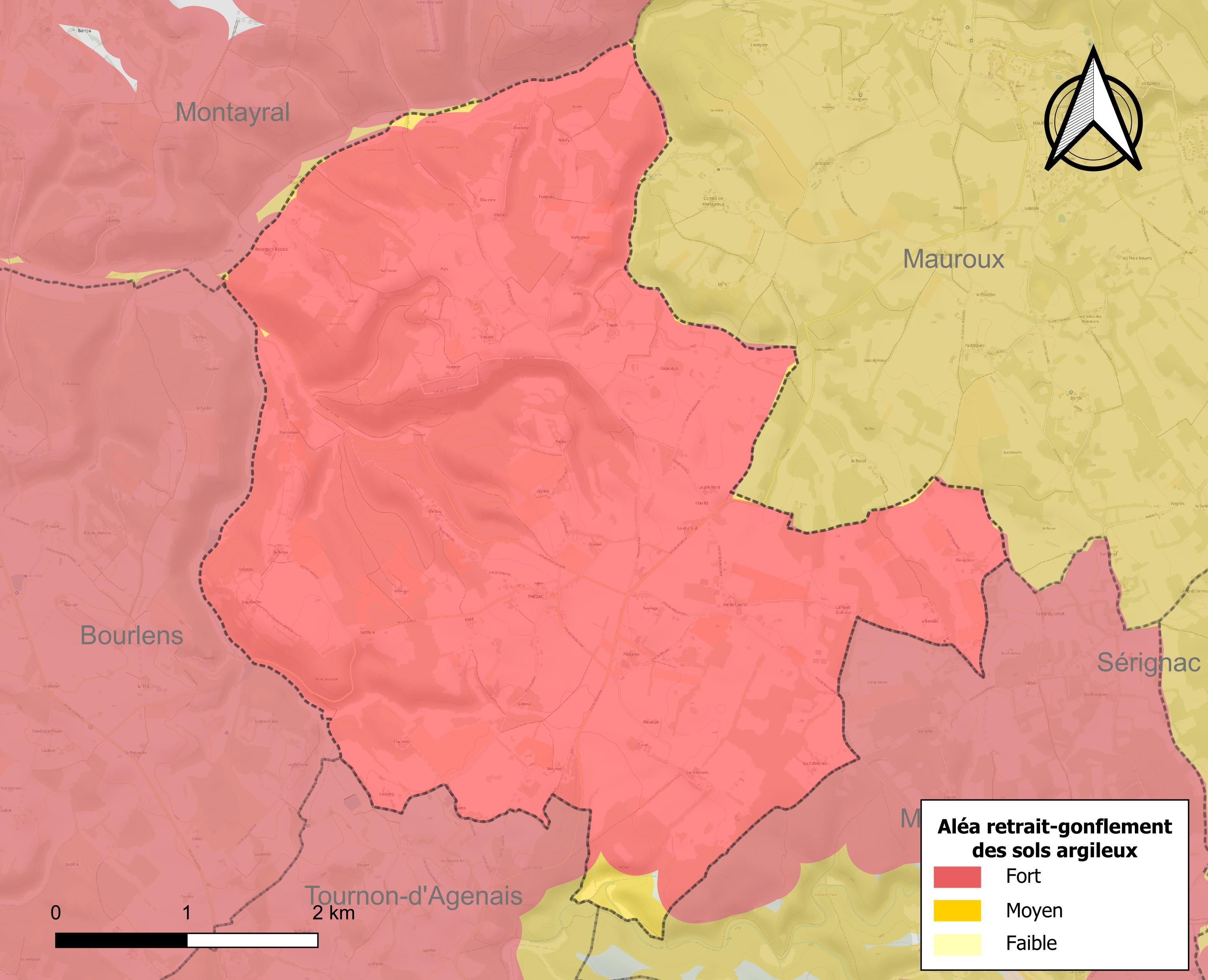
Carte des zones d'aléa retrait-gonflement des sols argileux de Thézac.

Le retrait-gonflement des sols argileux est susceptible d'engendrer des dommages importants aux bâtiments en cas d’alternance de périodes de sécheresse et de pluie. La totalité de la commune est en aléa moyen ou fort (91,8 % au niveau départemental et 48,5 % au niveau national). Depuis le 1er octobre 2020, en application de la loi ELAN, différentes contraintes s'imposent aux vendeurs, maîtres d'ouvrages ou constructeurs de biens situés dans une zone classée en aléa moyen ou fort,.
La commune a été reconnue en état de catastrophe naturelle au titre des dommages causés par les inondations et coulées de boue survenues en 1982, 1993, 1999, 2007 et 2009, par la sécheresse en 2003 et 2015 et par des mouvements de terrain en 1999.

## Politique et administration

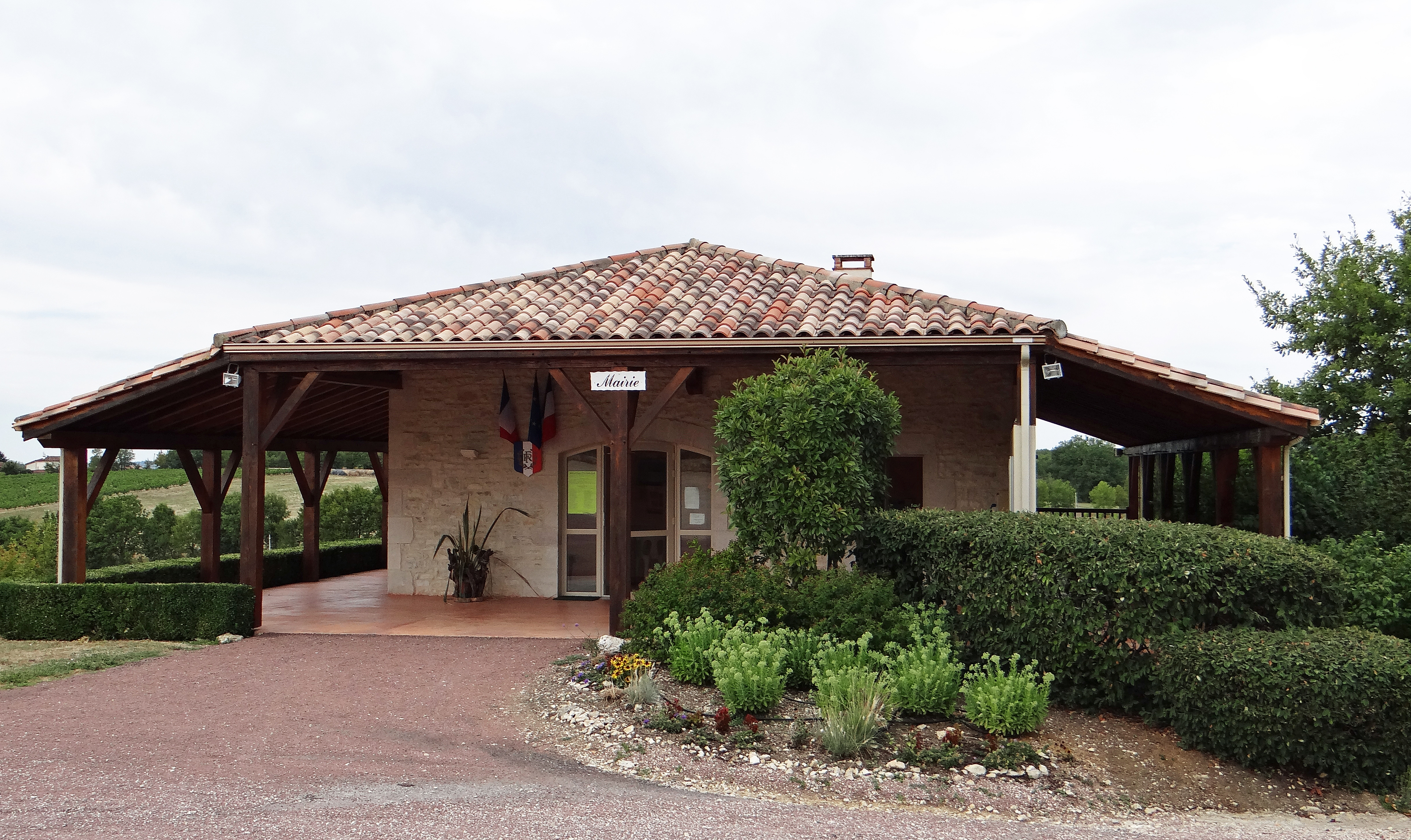
La mairie

### Administration municipale
Le nombre d'habitants au recensement de 2017 étant compris entre 100 et 499, le nombre de membres du conseil municipal pour l'élection de 2020 est de onze,.

### Rattachements administratifs et électoraux
La commune fait partie de la 3e circonscription de Lot-et-Garonne de la communauté de communes Fumel Vallée du Lot et du canton du Fumélois (avant le redécoupage départemental de 2014, Thézac faisait partie de l'ex-canton de Tournon-d'Agenais) et avant le 1er janvier 2017 elle faisait partie de la communauté de communes Fumel Communauté.

### Liste des maires
| Période                                  | Période   | Identité         | Étiquette | Qualité             |
| ---------------------------------------- | --------- | ---------------- | --------- | ------------------- |
| mars 1977                                | juin 1995 | Marc Andrieu     |           |                     |
| juin 1995                                | 2014      | Christian Montel |           | Exploitant agricole |
| juin 2014                                | En cours  | Jean-Luc Mucha   |           |                     |
| Les données manquantes sont à compléter. |           |                  |           |                     |

## Population et société

### Démographie
L'évolution du nombre d'habitants est connue à travers les recensements de la population effectués dans la commune depuis 1876. Pour les communes de moins de 10 000 habitants, une enquête de recensement portant sur toute la population est réalisée tous les cinq ans, les populations de référence des années intermédiaires étant quant à elles estimées par interpolation ou extrapolation. Pour la commune, le premier recensement exhaustif entrant dans le cadre du nouveau dispositif a été réalisé en 2007.

En 2022, la commune comptait 209 habitants, en évolution de +7,18 % par rapport à 2016 (Lot-et-Garonne : −0,18 %, France hors Mayotte : +2,11 %).
| 1876 | 1881 | 1886 | 1891 | 1896 | 1901 | 1906 | 1911 | 1921 |
| ---- | ---- | ---- | ---- | ---- | ---- | ---- | ---- | ---- |
| 494  | 452  | 425  | 375  | 333  | 286  | 279  | 248  | 206  |

| 1926 | 1931 | 1936 | 1946 | 1954 | 1962 | 1968 | 1975 | 1982 |
| ---- | ---- | ---- | ---- | ---- | ---- | ---- | ---- | ---- |
| 227  | 240  | 249  | 225  | 223  | 180  | 157  | 142  | 159  |

| 1990 | 1999 | 2006 | 2007 | 2012 | 2017 | 2022 | - | - |
| ---- | ---- | ---- | ---- | ---- | ---- | ---- | - | - |
| 138  | 162  | 176  | 179  | 188  | 200  | 209  | - | - |

| selon la population municipale des années : | 1968 | 1975 | 1982 | 1990 | 1999 | 2006 | 2009 | 2013 |
| Rang de la commune dans le département      | 275  | 286  | 254  | 290  | 290  | 272  | 262  | 270  |
| Nombre de communes du département           | 326  | 311  | 313  | 317  | 317  | 319  | 319  | 319  |

### Économie
Viticulture fait partie l'aire de production du vin de pays de Thézac-Perricard.

### Enseignement
Thézac fait partie de l'académie de Bordeaux.

### Culture et festivités
Association club des loisirs,

### Activités sportives
Chasse, pétanque, randonnée pédestre,

## Culture locale et patrimoine

### Lieux et monuments
- Château du Trichot inscrit au titre des monuments historiques[30] en 1996.
- Manoir de la Gabertie inscrit au titre des monuments historiques[31] en 1996.
- Église Saint-Saturnin de Thézac[32]. Elle est inscrite à l'Inventaire général du patrimoine culturel[33].
- Monument aux morts de la Première Guerre mondiale[34].

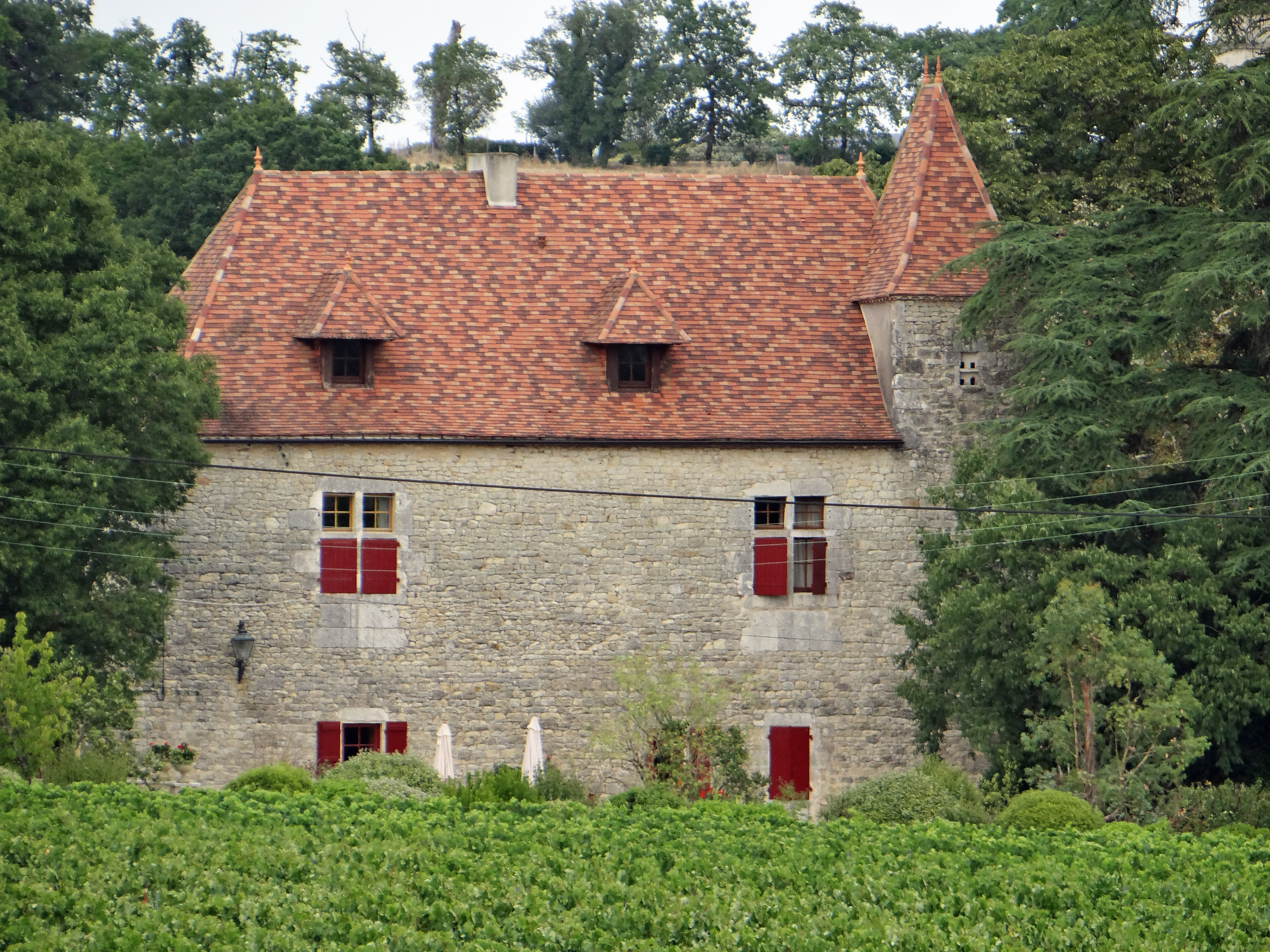
Le château du Trichot
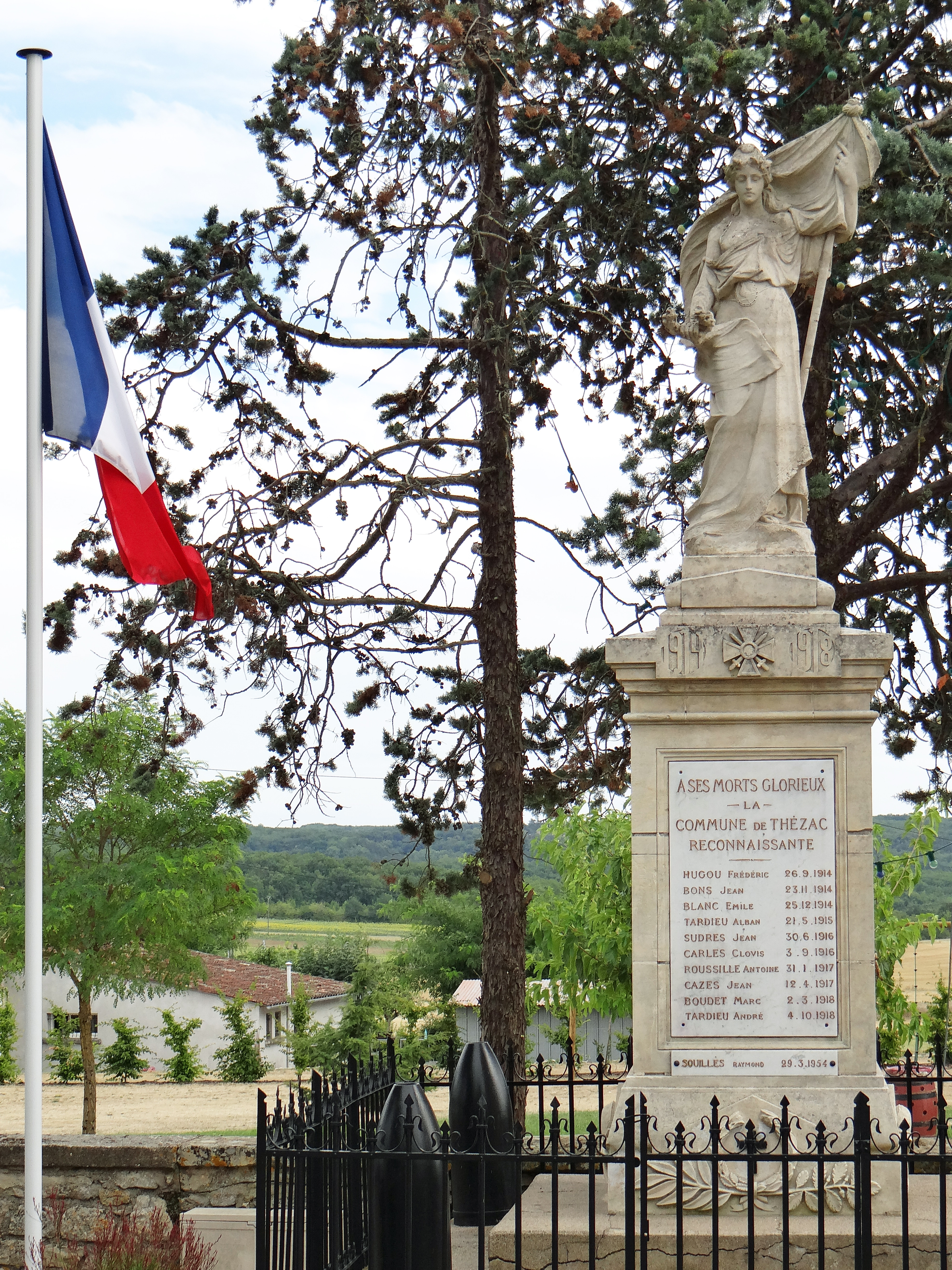
Monument aux morts de Thézac
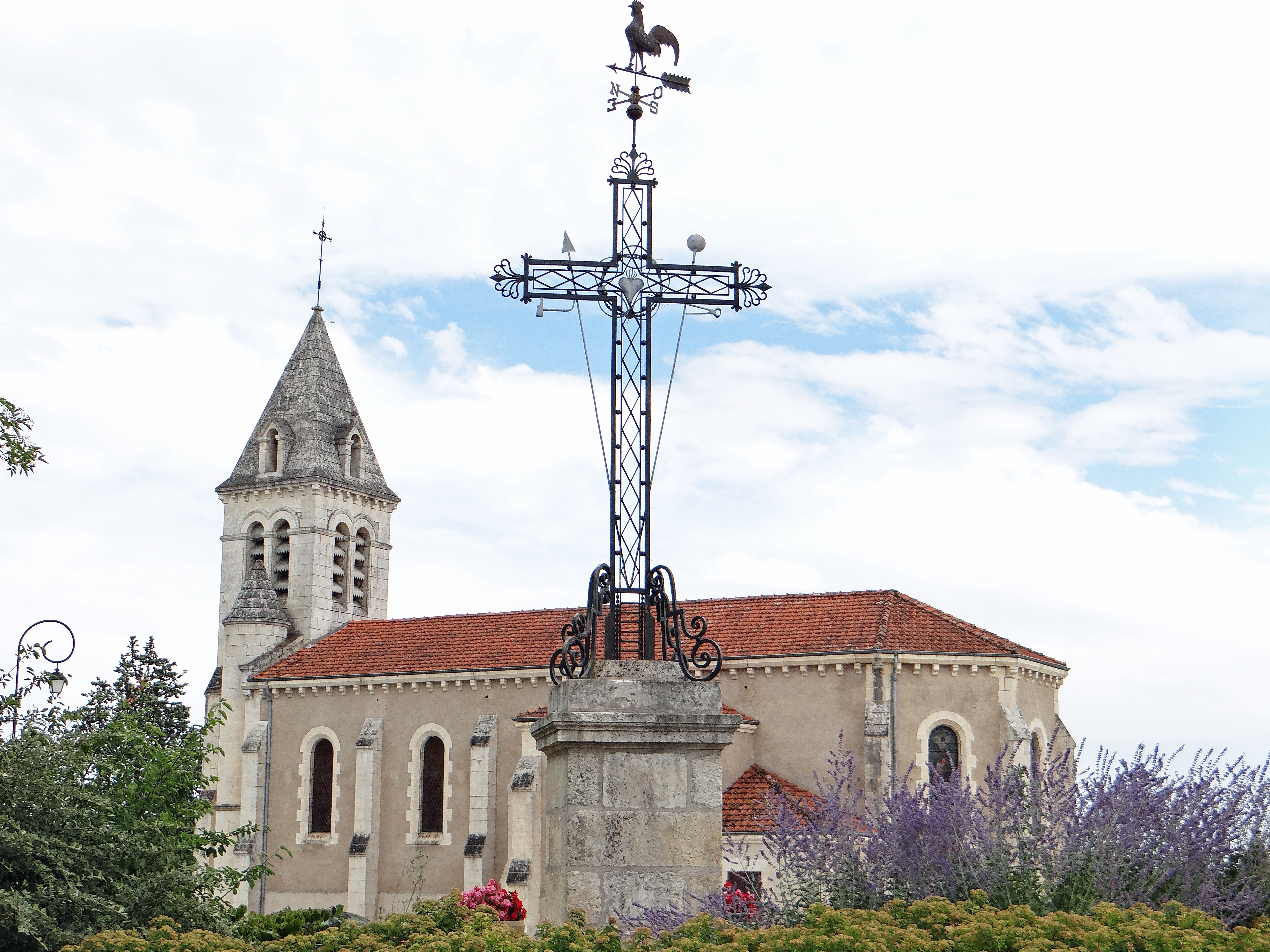
Croix de la Passion et église Saint-Saturnin
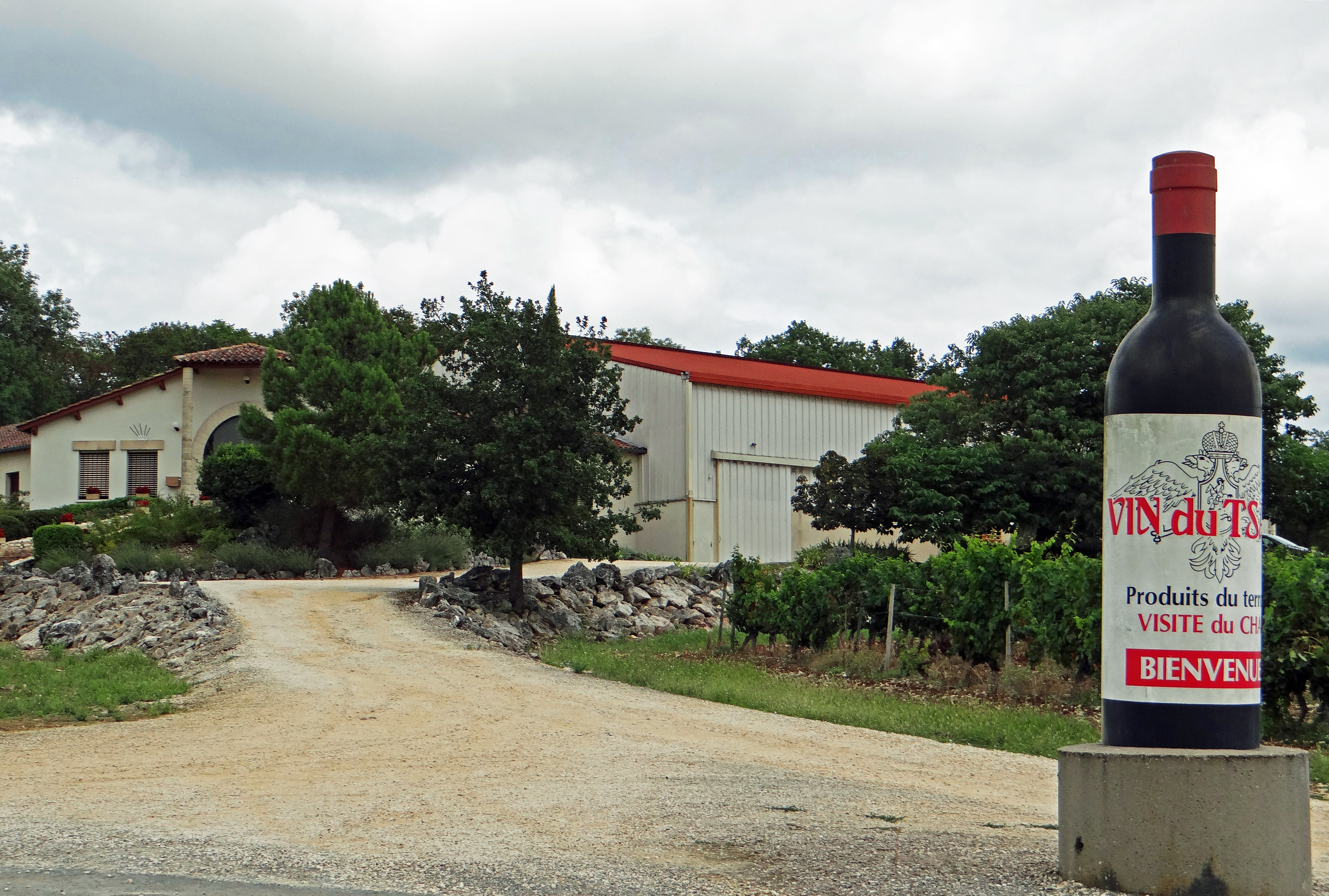
Cave du "Vin du Tsar"

## Pour approfondir